# Basílica e Mosteiro de São Bento
A Basílica e Mosteiro de São Bento constituem um importante complexo arquitetônico barroco localizado em Olinda, no estado brasileiro de Pernambuco. Situa-se no local onde foi erguido o primeiro mosteiro beneditino do Brasil, entre 1597 e 1599.
O conjunto é tombado nacionalmente e, junto com grande parte do centro histórico da cidade, também como Patrimônio Histórico da Humanidade pela UNESCO.

## Origens
A fundação do Mosteiro de São Bento e sua igreja anexa remontam aos primeiros tempos da colonização portuguesa no Brasil. A Ordem de São Bento foi para Pernambuco a convite do terceiro donatário da capitania, Jorge de Albuquerque Coelho, que lhes ofereceu diversos benefícios e vantagens.
Chegando ao estado de Pernambuco, no ano de 1586, residiram primeiramente na pequena Igreja de São João Batista dos Militares, transferindo-se depois para a pequena ermida de Nossa Senhora do Monte, uma das mais antigas igrejas da colônia. Esta foi doada pelo então Bispo do Brasil, Dom Antonio Barreiros. Em 27 de outubro de 1597, os monges adquiriram um terreno que na época era chamado Olaria, pertencente a Gaspar Figueyra e Maria Pinta, situado próximo ao Varadouro da Galeota. Logo depois foram comprados mais três lotes vizinhos, e em seguida, deram início à construção de um mosteiro.

## O mosteiro

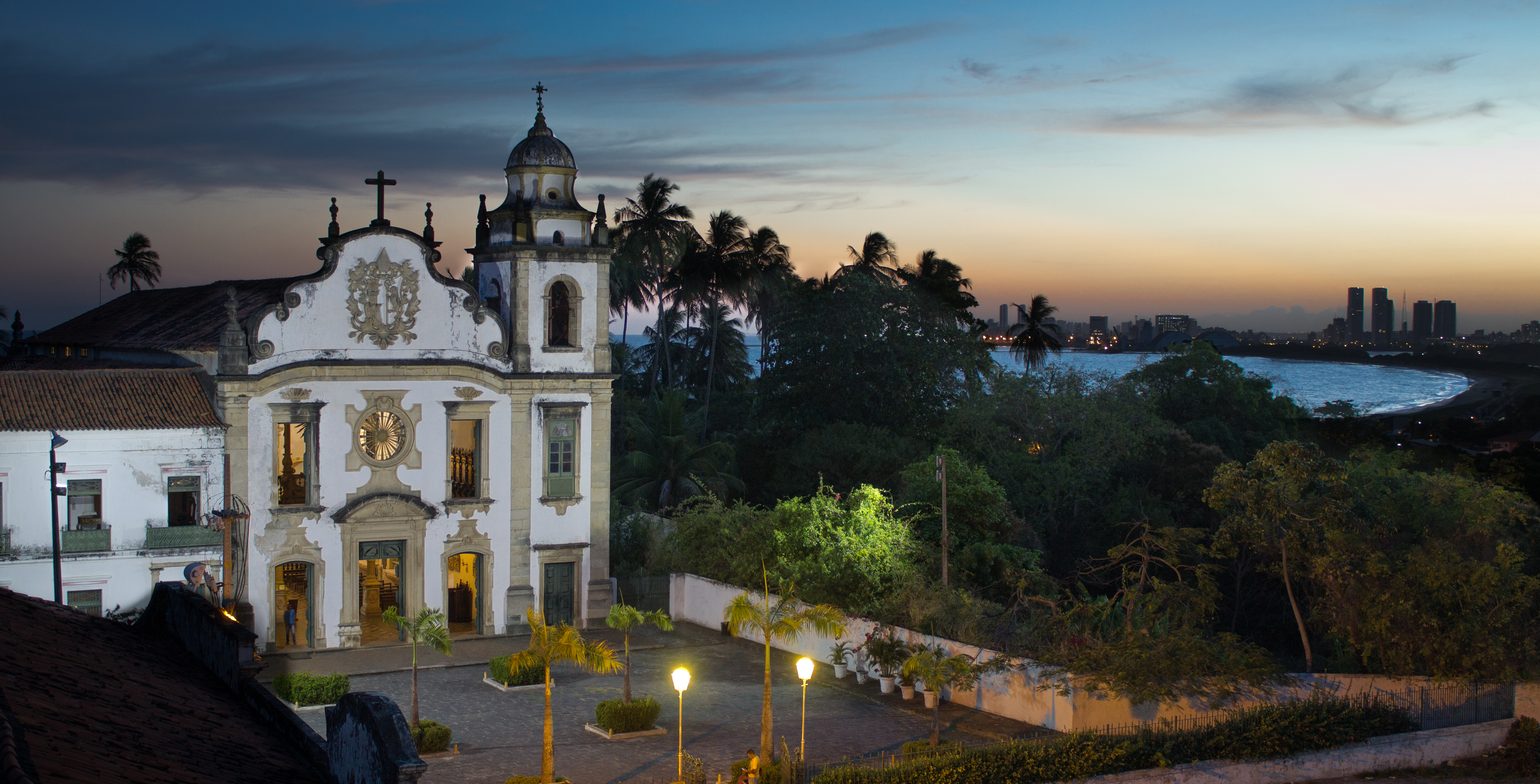
Fachada da Basílica e Mosteiro de São Bento.

O primeiro mosteiro ficou pronto em 1599, mas logo foi destruído quando em 1631 um incêndio deflagrado em virtude da invasão holandesa consumiu grande parte da cidade. Do fogo, escapou apenas o arquivo. O mosteiro foi em breve reconstruído, voltando ao funcionamento em 1656 e sendo subsequentemente ampliado. Nos diversos espaços internos do mosteiro podem ser apreciadas muitas peças de alto valor artístico, como: sanefas de talha dourada, gradis de jacarandá, pinturas de episódios da vida de São Bento, retratos de antigos abades e mestres da Ordem Beneditina no país, além do rico mobiliário.  E em seu claustro estão sepultados vários monges que viveram na abadia.
Com o tempo a Ordem em Olinda se firmou e enriqueceu, contando em 1850 com: 16 casas de sobrado, 24 casas térreas, outros prédios rústicos, uma fazenda, um engenho de açúcar em Mussurepe e um sítio de lenha em Beberibe.
Sob sua guarda, está o santuário de Nossa Senhora dos Prazeres, localizado em Jaboatão dos Guararapes.

## A igreja

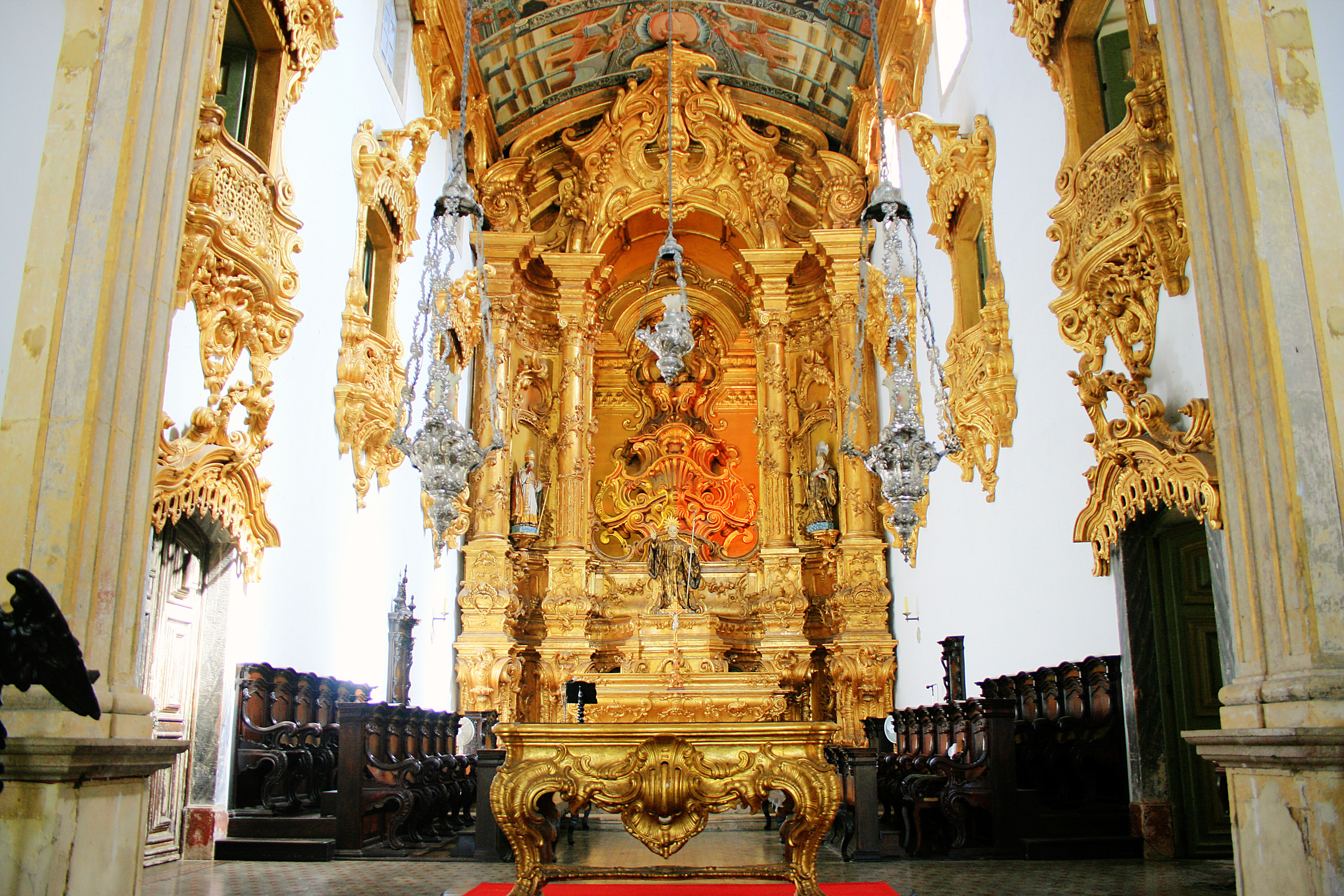
Altar-mor

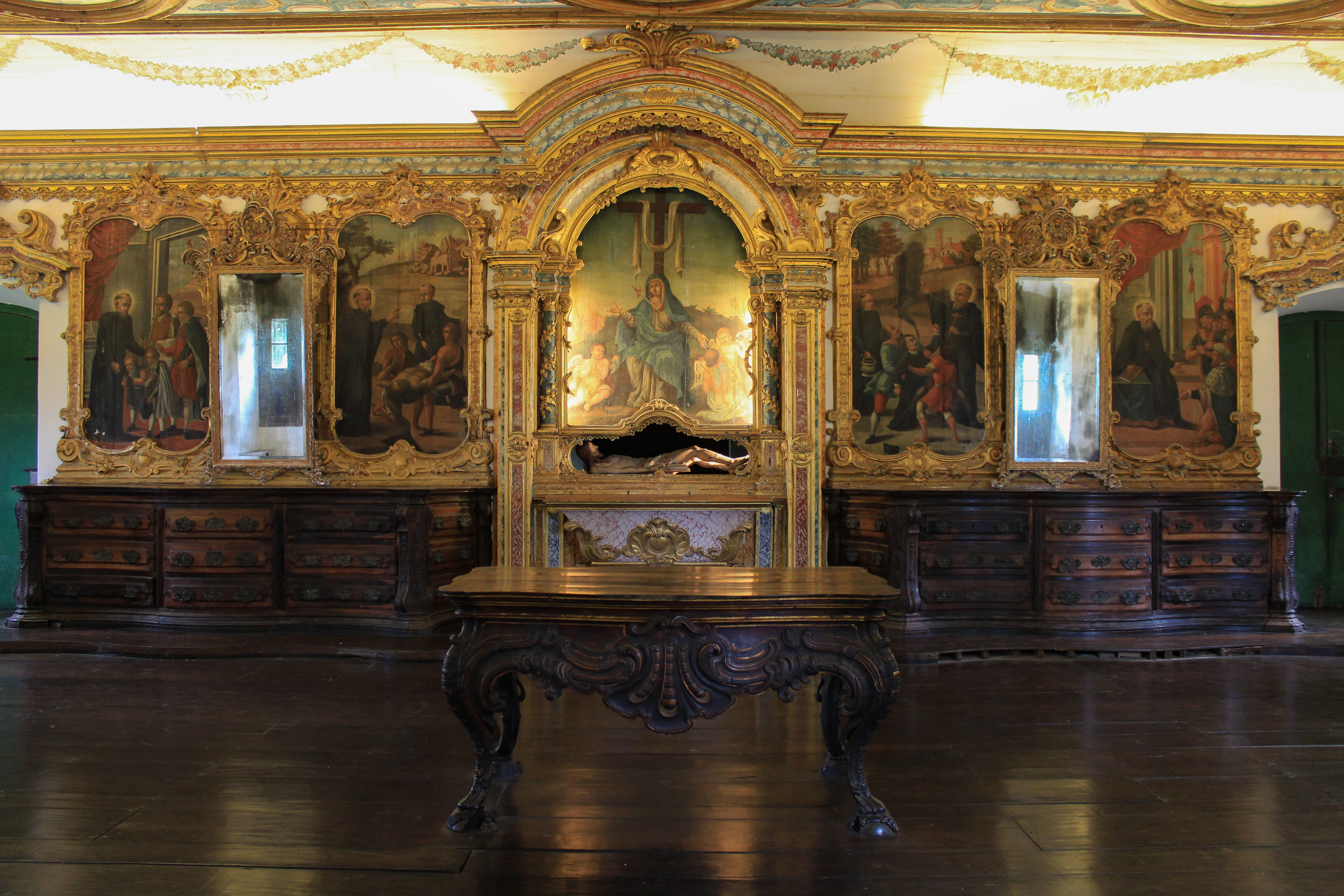
Sacristia

A construção da atual Igreja de São Bento, foi iniciada mais ou menos em 1660 após o incêndio do antigo complexo, e foi terminada em 1761. Sua fachada, com desenho do mestre-pedreiro Francisco Nunes Soares, apresenta um frontispício sóbrio. Possui 3 portas de madeira entalhadas, molduras de pedras com arcos abatidos, sendo que, a porta central é mais elevada, e acima dela há um óculo emoldurado, ladeado por janelões. No frontão com volutas há um alto-relevo com o brasão da congregação beneditina de Valladolid, que posteriormente também passou a ser o brasão da congregação beneditina de Portugal, e que, a também congregação beneditina do Brasil recebeu como herança. Ao lado direito, há uma torre com um carrilhão.
Da decoração interna, destaca-se o magnífico altar-mor em madeira de cedro e inteiramente folheado a ouro, construído entre 1783 e 1786, sendo um dos exemplares mais belos e significativos de talha dourada no Brasil. No seu centro está a imagem de São Bento, ladeada por São Gregório Magno e por Santa Escolástica. Em 1860 foi feita uma reforma com novos douramentos. Em 2001 foi restaurado. No mesmo ano, foi objeto de polêmica ao ser desmontado para ser exposto em Nova York como a atração principal da exposição Brasil de Corpo e Alma, realizada no Museu Guggenheim, retornando posteriormente ao seu local de origem.
O teto da capela-mor, é decorado com uma grande pintura que representa a morte do santo fundador da Ordem, de acordo com o relato do segundo livro dos diálogos de São Gregório Magno. Do mesmo teto pendem três lampadários de prata, do século XVIII.
Logo acima de uma porta ao lado esquerdo no transepto, também se preserva uma pintura do século XIV da escola italiana, mostrando São Sebastião, trazida para o mosteiro em fins do século XIX.
A nave conta com dois púlpitos com dossel e altares laterais com imagens do século XVIII. No coro superior, há uma imagem de tamanho natural de Cristo crucificado, com um esplendor, rodeado de anjos.
A sacristia é uma das mais ricas de Olinda. Com móveis esculpidos em cedro, decorada com espelhos de cristal e painéis nas paredes. O teto retrata a vida de São Bento, obras executadas por José Eloy da Conceição por volta de 1785. Dentro de um grande nicho há um grande lavabo, esculpido em mármore policromado e confeccionado em Estremoz, Portugal. Outras peças importantes são: um retábulo de talha dourada e um painel retratando Nossa Senhora das Dores. Em 1998, a Igreja do Mosteiro de São Bento foi elevada à dignidade de Basílica Menor pelo Papa João Paulo II, através da Carta Apostólica Spectabile quidem.